# Bursaki
Bursaki (en ruso: Бурсаки) es un jútor del raión de Kanevskaya del krai de Krasnodar, en el sur de Rusia. Está situado en la orilla izquierda del río Chelbas, 11 km al nordeste de Kanevskaya y 118 km al norte de Krasnodar, la capital del krai. Tenía 72 habitantes en 2010.
Pertenece al municipio Kanevskoye.